# Camponotus annulatus
Camponotus annulatus är en myrart som beskrevs av Vladimir Aphanasjevich Karavaiev 1929. Camponotus annulatus ingår i släktet hästmyror, och familjen myror. Inga underarter finns listade.